# Betulaphis hissarica
Betulaphis hissarica är en insektsart. Betulaphis hissarica ingår i släktet Betulaphis och familjen långrörsbladlöss. Inga underarter finns listade i Catalogue of Life.